# Osanna (nome)
Osanna  è un nome proprio di persona italiano femminile.

## Varianti in altre lingue
- Catalano: Hosanna[7]
- Francese: Osanne[2]
- Latino: Hosanna[1]
- Polacco: Ożanna
- Spagnolo: Hosana[7], Ozana[8]

## Origine e diffusione
Riprende la nota espressione religiosa "osanna", che ha il significato di "salvaci", "liberaci"; etimologicamente, deriva dall'aramaico אושענא (Hosha' na'), passato in greco come ὡσαννά (hōsanná) e in latino come hosanna. Nella Bibbia, viene esclamato dalla folla radunatasi quando Gesù entra a Gerusalemme.
Il suo utilizzo come nome proprio di persona è relativamente recente: è attestato dapprima in Francia e Inghilterra con la figura di santa Osanna, la sorella di Osred I di Northumbria (VII-VIII secolo), e quindi anche in Italia con Osanna Andreasi: il suo uso nel Bel Paese è partito proprio dalla provincia di Mantova, dove è maggiormente venerata tale beata, ma ad oggi risulta accentrato per circa un terzo delle occorrenze in Toscana. La sua diffusione, comunque, è scarsa.

## Onomastico

La beata Osanna Andreasi

L'onomastico si può festeggiare in memoria di più sante e beate, alle date seguenti:
- 27 aprile, beata Osanna di Cattaro, religiosa della Fraternità laica di San Domenico[9]
- 18 giugno, beata Osanna Andreasi, religiosa domenicana mantovana[4][7][9][10]
- 18 giugno, santa Osanna, principessa di Northumbria, religiosa[4][9]
- 9 settembre, santa Osanna, Osmanna o Argariarga, religiosa benedettina irlandese, anacoreta presso Saint-Brieuc[9]

## Persone
- Osanna di Cattaro, religiosa italiana
- Osanna Andreasi, religiosa italiana